# Volta a Dinamarca
La Volta a Dinamarca (Post Danmark Rundt) és una cursa ciclista per etapes que es disputa anualment a Dinamarca des de 1985.
Tenint en compte el relleu bàsicament pla de Dinamarca aquesta cursa és ideal pels esprínters i els especialistes en contrarellotge. La cursa es disputa a l'agost i forma part de l'UCI ProSeries des del 2020. Actualment la cursa és patrocinada per l'empresa de correus nacional danesa, Post Danmark.

## Palmarès
| Any                     | Vencedor                 | Segon                    | Tercer                  |         |
| ----------------------- | ------------------------ | ------------------------ | ----------------------- | ------- |
| 1985                    | Moreno Argentin          | Kim Andersen             | Etienne De Wilde        |         |
| 1986                    | Jesper Worre             | Jørgen Vagn Pedersen     | Jelle Nijdam            |         |
| 1987                    | Kim Andersen             | Rolf Sørensen            | Søren Lilholt           |         |
| 1988                    | Phil Anderson            | Rolf Sørensen            | Søren Lilholt           |         |
| 1989-1994 No es disputa |                          |                          |                         |         |
| 1995                    | Bjarne Riis              | Bo Hamburger             | Kaspars Ozers           |         |
| 1996                    | Fabrizio Guidi           | Rolf Sørensen            | Bjarne Riis             |         |
| 1997                    | Servais Knaven           | Peter Meinert Nielsen    | Jesper Skibby           |         |
| 1998                    | Marc Streel              | Rolf Sørensen            | Peter Meinert Nielsen   |         |
| 1999                    | Tyler Hamilton           | Rolf Sørensen            | Martin Hvastija         |         |
| 2000                    | Rolf Sørensen            | Andreas Klöden           | Stéphane Barthe         |         |
| 2001                    | David Millar             | Jaan Kirsipuu            | Daniele Nardello        |         |
| 2002                    | Jakob Piil               | Kurt Asle Arvesen        | László Bodrogi          |         |
| 2003                    | Sebastian Lang           | Jurgen Van Goolen        | Laurent Brochard        |         |
| 2004                    | Kurt Asle Arvesen        | Jens Voigt               | Stuart O'Grady          |         |
| 2005                    | Ivan Basso               | Kurt Asle Arvesen        | Rory Sutherland         |         |
| 2006                    | Fabian Cancellara        | Stuart O'Grady           | Thomas Ziegler          |         |
| 2007                    | Kurt Asle Arvesen        | Enrico Gasparotto        | Matti Breschel          |         |
| 2008                    | Jakob Fuglsang           | Steven Cummings          | Tom Stamsnijder         |         |
| 2009                    | Jakob Fuglsang           | Maurizio Biondo          | Roger Hammond           |         |
| 2010                    | Jakob Fuglsang           | Svein Tuft               | Matthew Busche          |         |
| 2011                    | Simon Gerrans            | Daniele Bennati          | Michael Mørkøv          |         |
| 2012                    | Lieuwe Westra            | Ramūnas Navardauskas     | Manuele Boaro           |         |
| 2013                    | Wilco Kelderman          | Lars Ytting Bak          | Matti Breschel          |         |
| 2014                    | Michael Valgren Andersen | Lars Ytting Bak          | Manuele Boaro           |         |
| 2015                    | Christopher Juul-Jensen  | Lars Ytting Bak          | Marco Marcato           |         |
| 2016                    | Michael Valgren Andersen | Magnus Cort Nielsen      | Mads Würtz Schmidt      |         |
| 2017                    | Mads Pedersen            | Michael Valgren Andersen | Casper Pedersen         |         |
| 2018                    | Wout van Aert            | Rasmus Christian Quaade  | Lasse Norman Hansen     |         |
| 2019                    | Niklas Larsen            | Jonas Vingegaard         | Rasmus Christian Quaade |         |
| 2020                    | suspesa                  | suspesa                  | suspesa                 | suspesa |
| 2021                    | Remco Evenepoel          | Mads Pedersen            | Mike Teunissen          |         |
| 2022                    | Christophe Laporte       | Magnus Sheffield         | Mattias Skjelmose       |         |
| 2023                    | Mads Pedersen            | Mattias Skjelmose        | Magnus Cort Nielsen     |         |
| 2024                    | Arnaud De Lie            | Magnus Cort Nielsen      | Anders Foldager         |         |
| 2025                    |                          |                          |                         |         |
| 2026                    |                          |                          |                         |         |

### Classificacions annexes
| Any                                      | Punts                | Muntanya              | Millor jove          |
| ---------------------------------------- | -------------------- | --------------------- | -------------------- |
| 1985                                     | Jørgen-Vagn Pedersen | No n'hi ha            | Francesco Rossignoli |
| 1986                                     | Rolf Sørensen        | Johan Capiot          | Jelle Nijdam         |
| 1987                                     | Søren Lilholt        | Peter Harings         | Rolf Sørensen        |
| 1988                                     | Rolf Sørensen        | Jan van Wijk          | Rolf Sørensen        |
| No es disputa la cursa entre 1989 i 1994 |                      |                       |                      |
| 1995                                     | Bo Hamburger         | No n'hi ha            | No n'hi ha           |
| 1996                                     | Fabrizio Guidi       | No n'hi ha            | No n'hi ha           |
| 1997                                     | Juris Silovs         | No n'hi ha            | No n'hi ha           |
| 1998                                     | Alberto Ongarato     | Paolo Bettini         | No n'hi ha           |
| 1999                                     | Nicola Loda          | Alessandro Petacchi   | No n'hi ha           |
| 2000                                     | Marco Zanotti        | Luca Paolini          | Andreas Kloden       |
| 2001                                     | Jaan Kirsipuu        | Paolo Valoti          | David Millar         |
| 2002                                     | Olaf Pollack         | Innar Mandoja         | Stefan Adamsson      |
| 2003                                     | Iuri Mitluxenko      | Daniele Contrini      | Sebastian Lang       |
| 2004                                     | Stuart O'Grady       | Jacob Moe Rasmussen   | Brian Vandborg       |
| 2005                                     | Ivan Basso           | Martin Müller         | André Greipel        |
| 2006                                     | Stuart O'Grady       | Aart Vierhouten       | Fabian Cancellara    |
| 2007                                     | Mark Cavendish       | Jacob Moe Rasmussen   | Enrico Gasparotto    |
| 2008                                     | Matti Breschel       | Kristoffer Nielsen    | Jakob Fuglsang       |
| 2009                                     | Matti Breschel       | Troels Vinther        | Rasmus Guldhammer    |
| 2010                                     | Matti Breschel       | Michael Reihs         | Rasmus Guldhammer    |
| 2011                                     | Daniele Bennati      | Michael Reihs         | Jérôme Cousin        |
| 2012                                     | Alexander Kristoff   | Nikola Aistrup        | Wilco Kelderman      |
| 2013                                     | Wilco Kelderman      | Martin Mortensen      | Wilco Kelderman      |
| 2014                                     | Aleksei Lutsenko     | John Murphy           | Michael Valgren      |
| Any                                      | Punts                | Muntanya              | Millor jove          |
| 2015                                     | Matti Breschel       | Pim Ligthart          | Mads Würtz Schmidt   |
| Any                                      | Punts                | Muntanya              | Millor jove          |
| 2016                                     | Daniele Bennati      | Aimé De Gendt         | Mads Würtz Schmidt   |
| 2017                                     | Mads Pedersen        | Nicolai Brøchner      | Mads Pedersen        |
| 2018                                     | Tim Merlier          | Nicolai Brøchner      | Julius Johansen      |
| 2019                                     | Jasper De Buyst      | Fridtjof Røinås       | Niklas Larsen        |
| 2021                                     | Mads Pedersen        | Rasmus Bøgh Wallin    | Remco Evenepoel      |
| 2022                                     | Christophe Laporte   | Rasmus Bøgh Wallin    | Magnus Sheffield     |
| 2023                                     | Mads Pedersen        | Nicklas Amdi Pedersen | Logan Currie         |